# وین دین چریو
وین دین چریو (انگلیسی: Nguyễn Đình Triệu؛ زادهٔ ۴ نوامبر ۱۹۹۱) بازیکن فوتبال است.
وی همچنین در تیم ملی فوتبال ویتنام بازی کرده‌است.